# Banca Popolare di Milano
La Banca Popolare di Milano, fondée en 1865 par Luigi Luzzatti, est une banque coopérative italienne basée à Milan.

## Historique
Elle a été fondée en 1865 à Milan par Luigi Luzzatti, qui a exercé les fonctions plus tard de Premier ministre de la nation. Luzzatti s'est inspiré des associations de crédit développées par Hermann Schulze-Delitzsch en Allemagne une décennie plus tôt. 
BPM a grandi considérablement depuis les années 1950 en achetant des intérêts dans d'autres banques comme Banca Popolare di Roma (it), Banca Briantea (it), Banca Agricola Milanese (it), Banca Popolare Cooperativa Vogherese (it), Banca Popolare di Bologna e Ferrara (it), Banca Popolare di Apricena (it), Ina Banca (it), Cassa di Risparmio di Alessandria (it), Banca di Legnano (it), etc.
En 1994, la BPM fait son entrée à la bourse de Milan. En 1998, BPM rachète la Banca Akros (it). En 1999 Banca Popolare di Milano a ouvert le service bancaire en ligne appelé WeBank, devenu une banque à part en 2009.
En 2004, le Crédit mutuel rentre dans le capital de la Banca Popolare di Milano. En 2007, le Crédit suisse augmente sa participation dans la BPM, passant de 2,552 % à 5,09 %. La même année, BPM annonce la fusion de ses activités avec la Banca Popolare dell'Emilia Romagna (BPER) pour créer la sixième banque du pays, une fusion qui a finalement échoué.
En 2008, le système de registre des actionnaires est remis en cause par une partie d'entre eux, ce qui mène à de profonds changements structuraux, comme la reconnaissance des actionnaires domiciliés dans les paradis fiscaux, et permet l'entrée du Crédit mutuel dans le conseil d'administration de la banque.
En 2010, la BPM lance ProFamily, une nouvelle société financière de crédits à la consommation.
En avril 2011, la BPM cède 81 % de sa filiale d'assurance vie Bipiemme Vita S.p.A. à Covéa pour un montant de 243 millions d'euros,. En novembre 2011, l'autorité boursière italienne annonce que le Crédit mutuel a augmenté sa participation dans BPM, passant à 7,554 %. En avril 2014, le Crédit mutuel cède ses 6,87 % de parts qu'il lui restait dans la BPM.

### Banco BPM
En mars 2016, après plusieurs mois de négociations, Banco Popolare et Banca Popolare di Milano annoncent officiellement leur fusion, créant Banco BPM, la troisième plus grande banque d'Italie, présente notamment dans les régions du nord du pays. Le nouveau groupe aura son siège social à Milan  et à Vérone,, avec près de 2 500 agences bancaires et 25 000 employés. Banco Popolare détient 54 % du nouvel ensemble, et BPM 46 %,.
La fusion induit une réduction d'effectifs de 7 % soit 1 800 postes sur les 25 000 employés. Le nombre d'agences bancaires sera également réduit d'au moins 14 % passant à environ 2 100 dans le meilleur scénario en 2019. La fusion est votée par les assemblées des actionnaires en octobre 2016. La fusion prévoit également une démutualisation de la banque.

## Activité
BPM emploie dans les années 2000 environ 9 000 personnes dans 792 branches et a environ 1,4 million de clients. Banca Popolare di Milano est la deuxième banque coopérative créée en Italie, la première étant la Banca Popolare di Lodi (it). C'est la onzième banque en Italie par la capitalisation boursière, et la cinquième parmi les institutions populaires. Le capital est détenu par plus de 90 000 actionnaires (dont 48 000 membres).
La banque exerce son activité principalement dans les régions du Nord et centrales de l'Italie : en Lombardie  avec 486 agences réparties en plusieurs enseignes (373 agences Banca Popolare di Milano, 102 agences Banca di Legnano (it), 2 agences Cassa di Risparmio di Alessandria (it), 8 agences Banca Popolare di Mantova (it), 1 agence Banca Akros (it)), dans le Piémont avec 100 agences, et dans le Latium avec 86 agences.

## Incidents
Le 29 mars 2007, l'autorité des marchés financiers prononce une sanction pécuniaire à l'encontre de la BPM de 950 000 euros (et 100 000 euros à l'encontre de Fabrizio Viola, son directeur général et financier) pour délit d'initié dans la revente de titres Galeries Lafayette.
En octobre 2014, Banca Popolare di Milano a échoué avec 24 autres banques aux tests de résistances de la Banque centrale européenne et de l'Autorité bancaire européenne.